# 日本教科書
日本教科書（にほんきょうかしょ）は、東京都渋谷区に本社を置く教科書出版社。中学校用の道徳教科書のみを出版している。略称は「日科」。

## 概要
2016年4月、道徳の教科化に伴い、学習指導要領の趣旨に沿った道徳教科書を作成するため設立。「『よい教材』と『よい授業』で『よりよい生き方』を目指すこと」をポリシーとする。

## 教科書
文部科学省検定済教科書の発行者番号は233。中学校道徳教科書のみを発行している。

### 発行教科書一覧
- 『道徳　中学校１　生き方から学ぶ』
- 『道徳　中学校２　生き方を見つめる』
- 『道徳　中学校３　生き方を創造する』2025年度以降用の教科書は、男女共同参画、ウェルビーイング、生成AI、ネットリテラシーなどに関する内容が盛り込まれた[3]。表紙のイラストは三田紀房が担当している[3]。

## 批判
2019年度の道徳教科書の採択では、東京書籍が479地区のうち168地区(35.1%)の採択に対し、日本教科書を採択したのは3地区(0.6%)のみで、最下位であった。子どもと教科書全国ネット21の鈴木敏夫事務局長は、「日本教科書の採択率は、これ以上増えないと思います。ゆがんだ内容の教科書を子どもたちに渡さないために、多くの人々が全国各地で続けてきた活動の成果です」と話しており、さらに愛国心などの「徳目」の理解の自己評価を求めていることに対し、「自己評価は誘導そのもので、内心の自由を侵害しています」と批判している。
　また、自由法曹団は栃木県大田原市と石川県小松市・加賀市の教育委員会の日本教科書の道徳教科書の採択に抗議し、それぞれに採択のやり直しを求める声明を発表した。声明は、日本の台湾に対する植民地支配の実情を無視した記述が含まれることや、本文の記載と全く無関係な安倍晋三内閣総理大臣（当時）の演説の掲載に関して、誤った歴史認識を与え、当時の政権肯定を誘導することになることを指摘している。